# Ragnar Klavan
Ragnar Klavan (Viljandi, 30 oktober 1985) is een Estisch voetballer die doorgaans als verdediger speelt. Hij verruilde Liverpool in augustus 2018 voor Cagliari. Hij debuteerde in 2003 in het Estisch voetbalelftal, waarvoor hij meer dan honderd interlands speelde.
Klavan is een zoon van voormalig Estisch international Dzintar Klavan.

## Clubcarrière
Klavan begon met voetballen in de jeugd bij FC Elva, waarna hij vertrok om in 2001 in het profvoetbal te debuteren bij Viljandi Tulevik. Daarna kwam hij via FC Flora Tallinn, Vålerengen IF en een vruchteloze stage bij Ajax in 2004 bij de Heracles Almelo, op dat moment actief in de Eredivisie. Heracles verhuurde Klavan in januari 2009 voor de rest van het seizoen aan AZ, dat hem daarna transfervrij overnam. De ploeg van toenmalig coach Louis van Gaal haalde hem voor de positie van linksback, maar hij kan eventueel ook uit de voeten als centrale verdediger.

## Clubstatistieken
| Seizoen                  | Club                | Competitie      | Duels | Goals |
| ------------------------ | ------------------- | --------------- | ----- | ----- |
| 2001                     | FC Elva             | II liiga        | 25    | 5     |
| 2002                     | JK Tulevik Viljandi | Meistriliiga    | 18    | 0     |
| 2003                     | JK Tulevik Viljandi | Meistriliiga    | 10    | 2     |
| 2003                     | FC Flora Tallinn    | Meistriliiga    | 12    | 1     |
| 2004                     | FC Flora Tallinn    | Meistriliiga    | 16    | 1     |
| 2004                     | → Vålerenga IF      | Tippeligaen     | 2     | 0     |
| 2005                     | → Vålerenga IF      | Tippeligaen     | 0     | 0     |
| 2005/06                  | Heracles Almelo     | Eredivisie      | 15    | 0     |
| 2006/07                  | Heracles Almelo     | Eredivisie      | 32    | 1     |
| 2007/08                  | Heracles Almelo     | Eredivisie      | 29    | 2     |
| 2008/09                  | Heracles Almelo     | Eredivisie      | 17    | 1     |
| 2008/09                  | → AZ                | Eredivisie      | 12    | 0     |
| 2009/10                  | AZ                  | Eredivisie      | 11    | 0     |
| 2010/11                  | AZ                  | Eredivisie      | 28    | 0     |
| 2011/12                  | AZ                  | Eredivisie      | 27    | 0     |
| 2012/13                  | FC Augsburg         | Bundesliga      | 30    | 0     |
| 2013/14                  | FC Augsburg         | Bundesliga      | 30    | 2     |
| 2014/15                  | FC Augsburg         | Bundesliga      | 34    | 2     |
| 2015/16                  | FC Augsburg         | Bundesliga      | 31    | 0     |
| 2016/17                  | Liverpool           | Premier League  | 20    | 0     |
| 2017/18                  | Liverpool           | Premier League  | 19    | 1     |
| 2018/19                  | Cagliari            | Serie A         | 15    | 0     |
| 2019/20                  | Cagliari            | Serie A         | 31    | 0     |
| 2020/21                  | Cagliari            | Serie A         | 15    | 0     |
| 2021/22                  | Paide Linnameeskond | Premium Liiga   |       |       |
| Carrière totaal          | Carrière totaal     | Carrière totaal | 479   | 13    |
| Bijgewerkt 28 juli 2021. |                     |                 |       |       |

## Interlandcarrière
Klavan maakte op 3 juli 2003 zijn debuut in het Estisch voetbalelftal, dat op dat moment onder leiding stond van bondscoach Arno Pijpers. Zijn eerste wedstrijd in het nationale team was er een om de Baltische Cup, tegen Litouwen (1-5). Hierin maakten ook zijn collega-verdedigers Dmitri Kulikov en Jaanus Sirel hun debuut als international. Klavan maakte op 31 mei 2006 zijn eerste interlanddoelpunt, in een oefeninterland tegen Nieuw-Zeeland (1-1).

## Erelijst
| Competitie            |               |               |               |               |
| Competitie            | Aantal        | Jaren         |               |               |
| Flora Tallinn         | Flora Tallinn | Flora Tallinn | Flora Tallinn | Flora Tallinn |
| --------------------- | ------------- | ------------- | ------------- | ------------- |
| Kampioen Meistriliiga | 1x            | 2003          |               |               |
| Estische supercup     | 1x            | 2003          |               |               |
| AZ                    |               |               |               |               |
| Kampioen Eredivisie   | 1x            | 2008/09       |               |               |

Individueel
- Estisch voetballer van het jaar: 2012, 2014, 2015, 2016